# Селлинс, Фанни
Фанни Селлинс (англ. Fannie Sellins, 1872 — 26 августа 1919) — американская профсоюзная активистка.

## Биография
Родилась под именем Фанни Муни в г. Новый Орлеан, Луизиана в католической семье ирландского происхождения. Вышла замуж за Чарлза Селлинса в г. Сент-Луис, штат Миссури. После его смерти работала на текстильной фабрике, чтобы обеспечить средства для четверых детей.
Участвовала в организации филиала № 67 Международного профсоюза текстильщиц (en:International Ladies' Garment Workers' Union) в Сент-Луисе, в связи с чем на неё обратил внимания Ван Биттнер, президент 5-го округа профсоюза горняков США (UMWA).
В 1913 г. она переехала в штат Западная Виргиния, где работала в профсоюзе горняков. Её обязанностью была организация распределения одежды и еды голодающим жёнам и детям рабочих. Её арестовали в г. Кольерс, штат Западная Виргиния, за сопротивление постановлению суда о запрете профсоюзной деятельности. Президент Вудро Вильсон вмешался и добился её освобождения.
Селлинс пообещала суду воздержаться от участия в пикетах и вернулась в Кольерс из Фэрмонта, после чего немедленно нарушила обещание и спровоцировала окружного судью выдать постановление о её аресте.
При помощи конгрессмена Мэтью Нили профсоюз горняков начал публичную кампанию за то, чтобы президент амнистировал Селлинс. Были напечатаны тысячи открыток с портретом Фанни за решёткой в тюрьме г. Фэрмонт, а на обороте был напечатан адрес Белого дома.
Филип Мюррей нанял Селлинс на постоянную должность в профсоюзе сталелитейщиков в г. Питтсбург, Пенсильвания. В 1919 г. её направили в округ Аллегени-Ривер для руководства пикетом шахтёров компании Allegheny Coal and Coke Company.
26 августа она увидела, как охранники избивали шахтёра Юзефа (Джозефа) Старжельского (который позднее умер от ран). Когда она вмешалась, охранники застрелили её 4 выстрелами, после чего, уже мёртвой, разбили череп ломом. По другим свидетельствам, она пыталась защитить детей рабочих, которые присутствовали при событиях.
Похоронена в г. Арнольд, штат Пенсильвания.

## Следствие и суд
Жюри коронеров в 1919 г. признало её смерть оправданной и обвинило Фанни в подстрекательстве мятежа, несмотря на то, что свидетели представили иную картину событий. Профсоюз и члены её семьи собрали деньги и наняли адвоката, который заставил вновь открыть расследование. Большое жюри присяжных в Питсбурге (округ Аллегени) признало виновными троих охранников в убийстве, однако суд в 1923 г. оправдал двоих из них. Фактический убийца, Джон Пирсон, так и не предстал перед судом, его дальнейшая судьба неизвестна.